# Weaver-Nunatakker
Die Weaver-Nunatakker sind eine Gruppe von Nunatakkern im Ellsworthgebirge des westantarktischen Ellsworthlands. Sie ragen unmittelbar südlich der Meyer Hills in der Heritage Range auf.
Der United States Geological Survey kartierte sie anhand eigener Vermessungen und Luftaufnahmen der United States Navy aus den Jahren von 1961 bis 1966. Das Advisory Committee on Antarctic Names benannte sie im Jahr 1966 nach William E. Weaver, einem Meteorologen des United States Antarctic Program, der 1962 auf der Ellsworth-Station tätig war.